# Арбаж (приток Шувана)
Арба́ж (Большо́й Арба́ж) — река в России, протекает в Арбажском районе Кировской области. Устье реки находится в 11 км по левому берегу реки Шуван. Длина реки составляет 15 км.
Исток реки находится севернее деревни Гулины в 10 км к северо-востоку от посёлка Арбаж. Течёт на юго-запад, крупнейший приток — Ремза (правый). В верховьях на реке деревни Кисляки и Спиричи (Арбажское городское поселение). Впадает в Шуван чуть ниже посёлка Арбаж.

## Данные водного реестра
По данным государственного водного реестра России относится к Камскому бассейновому округу, водохозяйственный участок реки — Вятка от города Котельнич до водомерного поста посёлка городского типа Аркуль, речной подбассейн реки — Вятка. Речной бассейн реки — Кама.
По данным геоинформационной системы водохозяйственного районирования территории РФ, подготовленной Федеральным агентством водных ресурсов:
- Код водного объекта в государственном водном реестре — 10010300412111100037112
- Код по гидрологической изученности (ГИ) — 111103711
- Код бассейна — 10.01.03.004
- Номер тома по ГИ — 11
- Выпуск по ГИ — 1